# Nana Clips 6
Albums de Nana Mizuki
Nana Mizuki Live Grace -Opusii-×Union
(2013) Nana Mizuki Live Circus×Circus+×Winter Festa
(2014)
Nana Clips 6 est la 19e vidéo musicale de la chanteuse et seiyū japonaise Nana Mizuki.

## Présentation
La vidéo sort au format DVD et Blu-ray le 11 décembre 2013 sous le label King Records.
Il contient les clips des singles suivants : Scarlet Knight, Pop Master, Junketsu Paradox, Synchrogazer, Time Space EP, Bright Stream, Preserved Roses, Vitalization dont la face B et Kakumei Dualism; ainsi que la chanson Lovely Fruit extraite de l'album Rockbound Neighbors. Ainsi que 7 making-of.

## Liste des titres
| 1.  | Scarlet Knight (PV)                                                                                   |  |
| 2.  | Pop Master (PV)                                                                                       |  |
| 3.  | Junketsu Paradox (純潔パラドックス PV)                                                                |  |
| 4.  | Synchrogazer (PV)                                                                                     |  |
| 5.  | Metro Baroque (夢幻 PV)                                                                               |  |
| 6.  | Bright Stream (PV)                                                                                    |  |
| 7.  | Lovely Fruit (PV)                                                                                     |  |
| 8.  | Preserved Roses (Short Edit PV)                                                                       |  |
| 9.  | Vitalization (PV)                                                                                     |  |
| 10. | Kakumei Dualism (PV)                                                                                  |  |
| 11. | Ai no Hoshi(special edited version of Yamato Space Battleship 2199) (愛の星 PV Bonus)                 |  |
| 12. | Scarlet Knight (Making-of)                                                                            |  |
| 13. | Junketsu Paradox (純潔パラドックス Making-of)                                                         |  |
| 14. | Synchrogazer (Making-of)                                                                              |  |
| 15. | Bright Stream (Making-of)                                                                             |  |
| 16. | Lovely Fruit (Making-of)                                                                              |  |
| 17. | Vitalization (Making-of)                                                                              |  |
| 18. | Kakumei Dualism (Making-of)                                                                           |  |
| 19. | Nana Clips 5 (TV-CM)                                                                                  |  |
| 20. | Nana Mizuki Live Games×Academy (CM type-A)                                                            |  |
| 21. | Nana Mizuki Live Games×Academy (CM type-B)                                                            |  |
| 22. | Scarlet Knight (CM type-A)                                                                            |  |
| 23. | Scarlet Knight (CM type-B)                                                                            |  |
| 24. | Pop Master (TV-CM)                                                                                    |  |
| 25. | Scarlet Knight + Pop Master (CM type-A)                                                               |  |
| 26. | Scarlet Knight + Pop Master (CM type-B)                                                               |  |
| 27. | Junketsu Paradox (純潔パラドックス (純潔パラドックス CM type-A)                                       |  |
| 28. | Junketsu Paradox (純潔パラドックス CM type-B)                                                         |  |
| 29. | Nana Mizuki Live Grace -Orchestra- (TV-CM)                                                            |  |
| 30. | The Museum II (TV-CM type-A)                                                                          |  |
| 31. | The Museum II (TV-CM type-B)                                                                          |  |
| 32. | The Museum II (CM type-C)                                                                             |  |
| 33. | The Museum II (CM type-D)                                                                             |  |
| 34. | The Museum II (CM type-E)                                                                             |  |
| 35. | Synchrogazer (CM type-A)                                                                              |  |
| 36. | Synchrogazer (CM type-B)                                                                              |  |
| 37. | Synchrogazer (CM type-C)                                                                              |  |
| 38. | Nana Mizuki Live Castle x Journey (CM type-A)                                                         |  |
| 39. | Nana Mizuki Live Castle x Journey (CM type-B)                                                         |  |
| 40. | Time Space EP (CM type-A)                                                                             |  |
| 41. | Time Space EP (CM type-B)                                                                             |  |
| 42. | Bright Stream (TV-CM)                                                                                 |  |
| 43. | Rockbound Neighbors (CM type-A)                                                                       |  |
| 44. | Rockbound Neighbors (CM type-B)                                                                       |  |
| 45. | Rockbound Neighbors (CM type-C)                                                                       |  |
| 46. | Rockbound Neighbors (CM type-D)                                                                       |  |
| 47. | Rockbound Neighbors (CM type-E)                                                                       |  |
| 48. | Rockbound Neighbors (CM type-F)                                                                       |  |
| 49. | Nana Mizuki Live Grace -Opusii-xUnion (CM type-A)                                                     |  |
| 50. | Nana Mizuki Live Grace -Opusii-xUnion (CM type-B)                                                     |  |
| 51. | Nana Mizuki Live Grace -Opusii-xUnion (CM type-C)                                                     |  |
| 52. | Nana Mizuki Live Grace -Opusii-xUnion (CM type-D)                                                     |  |
| 53. | Vitalization (CM type-A)                                                                              |  |
| 54. | Vitalization (CM type-B)                                                                              |  |
| 55. | Kakumei Dualism (CM type-A)                                                                           |  |
| 56. | Kakumei Dualism (CM type-B)                                                                           |  |
| 57. | Kakumei Dualism (CM type-C)                                                                           |  |
| 58. | Kakumei Dualism (CM type-D)                                                                           |  |
| 59. | Kakumei Dualism (CM type-E)                                                                           |  |
| 60. | Kakumei Dualism (CM type-F)                                                                           |  |
| 61. | Kakumei Dualism (CM type-G)                                                                           |  |
| 62. | Kakumei Dualism (CM type-H)                                                                           |  |
| 63. | Ryōkokukokugikan zachō kōen `Mizuki Nana ōini utau san' (両国国技館座長公演「水樹奈々大いに唄う 参」) |  |